# 한해
한해(본명: 정한해, 1990년 4월 7일~)는 대한민국의 래퍼이자, 팬텀의 이전 멤버이기도 하다.

## 학력
- 개포초등학교 (졸업)
- 서면중학교 (졸업)
- 부산동성고등학교 (졸업)
- 동아대학교 국제무역학 (휴학)

## 음반 활동

### 솔로
- 디지털 싱글 불편한 진실 (with.이지영 Of 빅마마)
- 디지털 싱글 끊어줄래 (Feat.산이, 태완)
- 정규 앨범 365
- 디지털 싱글 이상하자 (Feat.레이나 Of 애프터스쿨)
- 디지털 싱글 구름 (Feat.범키 Of 트로이)
- 디지털 싱글 내가 이래
- 디지털 싱글 나도 알아 (with.캔들)
- 디지털 싱글 여름,아이스크림 (Feat.정은지 Of 에이핑크)

### 듀오
- 디지털 듀오 굳모닝(원슈타인)

## 방송 출연
- 2015년 Mnet 《쇼미더머니4》
- 2016년 JTBC 《힙합의 민족》
- 2016년 JTBC 《힙합의 민족 시즌 2》
- 2017년 Mnet 《쇼미더머니 6》
- 2017년 KBS 《혼자 왔어요》
- 2018년 tvN 《놀라운 토요일 - 도레미 마켓》 (2018년 4월 7일 ~ 2019년 2월 23일 군입대로 인해 하차)2020년 11월 14일 ~현재
- 2018년 MBC 《미스터리 음악쇼 복면가왕》 - 참가자 (내 노래는 노 룩 패스! 캐리어맨!)
- 2018년 유튜브 《최자로드》
- 2019년 TV조선 《연애의 맛》 - 고정 패널 (군입대로 인해 하차)
- 2020년 tvN 《놀라운 토요일 - 도레미 마켓》 - 고정MC
- 2021년, 2022년 《구해줘! 홈즈》- 게스트
- 《방과후 설렘》 -랩 선생님
- 2022년, 2023년 MBC 《전지적 참견 시점》
- 2023년 《편스토랑》  -게스트
- 2023년 《황금어장 라디오스타》- 게스트
- 2023년 《꼬리에 꼬리를 무는 그날 이야기》- 게스트
- 2024년 《미스터리 음악쇼 복면가왕》 - 참가자
- 2024년 《감별사》  -  게스트